# Psammoecus
Psammoecus is een geslacht van kevers uit de familie der spitshalskevers (Silvanidae).

## Soorten
- Psammoecus alluaudi Grouvelle, 1912
- Psammoecus andrewesi Grouvelle, 1908
- Psammoecus angulatus Grouvelle, 1883
- Psammoecus antennatus Waterhouse, 1876
- Psammoecus australis Karner, 2020[1]
- Psammoecus bambusae Pal, 1985
- Psammoecus bhutanicus Pal, 1985
- Psammoecus biangulatus Grouvelle, 1883
- Psammoecus biapicallis Arrow, 1927
- Psammoecus bipunctatus Fabricius, 1792
- Psammoecus blandus Grouvelle, 1912
- Psammoecus breviusculus Reitter, 1877
- Psammoecus brunnescens Grouvelle, 1919
- Psammoecus complexus Pal, 1985
- Psammoecus convexus Grouvelle, 1888
- Psammoecus crassus Grouvelle, 1919
- Psammoecus decoratus Grouvelle, 1919
- Psammoecus delicatus Grouvelle, 1908
- Psammoecus dentatus Grouvelle, 1883
- Psammoecus elegans Grouvelle, 1908
- Psammoecus excellens Grouvelle, 1908
- Psammoecus eximius Grouvelle, 1919
- Psammoecus fairmairei Grouvelle, 1912
- Psammoecus fasciatus Reitter, 1874
- Psammoecus felix Waterhouse, 1876
- Psammoecus gentilis Grouvelle, 1908
- Psammoecus grandis Grouvelle, 1908
- Psammoecus gratiosus Grouvelle, 1908
- Psammoecus hacquardi Grouvelle, 1889
- Psammoecus harmandi Grouvelle, 1912
- Psammoecus hirsutus Olliff, 1883
- Psammoecus impressicollis Grouvelle, 1908
- Psammoecus incertior Blackburn, 1903
- Psammoecus incommodus Walker, 1859
- Psammoecus inflatus Grouvelle, 1919
- Psammoecus insularis Sharp, 1885
- Psammoecus khasia Pal, 1985
- Psammoecus laetulus Grouvelle, 1914
- Psammoecus lancifer Grouvelle, 1903
- Psammoecus lateralis Grouvelle, 1899
- Psammoecus lepidus Grouvelle, 1908
- Psammoecus lineatus Grouvelle, 1919
- Psammoecus longicornis Schaufuss, 1872
- Psammoecus major Grouvelle, 1912
- Psammoecus marginatus Grouvelle, 1919
- Psammoecus marginicollis Grouvelle, 1908
- Psammoecus nitescens Grouvelle, 1914
- Psammoecus nitidior Grouvelle, 1919
- Psammoecus nitidus Grouvelle, 1908
- Psammoecus obesus Grouvelle, 1919
- Psammoecus oblitus Grouvelle, 1908
- Psammoecus obscurus Arrow, 1927
- Psammoecus ornatus Grouvelle, 1919
- Psammoecus pallidipennis Blackburn, 1885
- Psammoecus parallelus Grouvelle, 1919
- Psammoecus pascoei Grouvelle, 1919
- Psammoecus personatus Grouvelle, 1919
- Psammoecus piceus Grouvelle, 1883
- Psammoecus pictus Waterhouse, 1876
- Psammoecus pradieri Grouvelle, 1878
- Psammoecus quadrimaculatus Reitter, 1874
- Psammoecus quadrinotatus Grouvelle, 1919
- Psammoecus raffrayi Grouvelle, 1919
- Psammoecus reitteri Grouvelle, 1883
- Psammoecus rotundicollis Grouvelle, 1919
- Psammoecus serrulatus Montrouzier, 1864
- Psammoecus signatus Grouvelle, 1919
- Psammoecus simoni Grouvelle, 1892
- Psammoecus spinicollis Waterhouse, 1876
- Psammoecus spinosus Grouvelle, 1888
- Psammoecus stultus Grouvelle, 1912
- Psammoecus tereticollis Grouvelle, 1919
- Psammoecus t-notatus Blackburn, 1903
  - = Psammoecus amoenus Grouvelle, 1912[1]
- Psammoecus triguttatus Reitter, 1874
- Psammoecus trilochana Pal, 1985
- Psammoecus trimaculatus Motschulsky, 1858
- Psammoecus venustus Karner, 2020[1]
- Psammoecus vittifer Blackburn, 1903
  - = Psammoecus concolor Grouvelle, 1919[1]
- Psammoecus wittmeri Pal & Sen Gupta, 1979
- Psammoecus x-notatus Grouvelle, 1912